# Bruch (Käse)

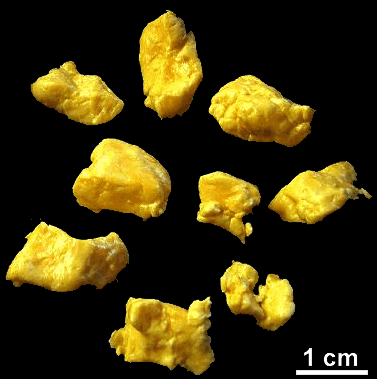
Käsebruch

Bruch (oder auch Käsebruch) bezeichnet in der Käserei das Material, welches aus der durch Zugabe von Lab oder Milchsäure dickgelegten Milch (genannt Gallerte oder Dickete) entsteht, nachdem sie zerteilt (gebrochen) wurde, um die Molke abzutrennen. Hierfür gibt es je nach Käseart verschiedene Methoden: Zunächst wird die Gallerte zerschnitten, damit die Molke abfließen kann, und zwar nur grob für Weichkäse (mehr Molke verbleibt im Bruch) und immer feiner, je fester der Käse werden soll. Für Hartkäse wird die Gallerte mit einer Käseharfe wiederholt kreuz und quer bis auf Kirschkerngröße zerteilt. Zusätzlich schrumpft das Bruchkorn, je länger der Bruch gerührt wird. Sobald sich die Bruchkörner am Wannenboden abgesetzt haben, wachsen sie wieder zusammen und können erneut zerteilt werden, was einen krümeligen Teig ergibt.
Cheddaring oder Chestern bezeichnet eine Form der Bruchbehandlung, mit der eine geschmeidig-glatte Konsistenz des Käses erreicht wird. Hierbei wird der Bruch in große Blöcke geschnitten, die dann übereinandergelegt und umgeschichtet werden, sodass das jeweils untere Stück gepresst wird und weiter Molke abgibt.
Die Beschaffenheit des Bruchs kann auch durch Erwärmung (Brennen) des Bruch-Molke-Gemischs verändert werden. Eine Temperaturanhebung lässt das Bruchkorn deutlich schrumpfen und kompakter werden. So erhält man einen festeren Käse, der länger lagerfähig ist. Die Brenntemperatur bei Käse liegt zwischen 41 °C bis 49 °C oder mehr für Emmentaler. Für die Herstellung von Brühkäse wie Mozzarella oder Provolone wird der Bruchkuchen kleingeschnitten und mit heißem Wasser überbrüht, so dass eine elastische Masse entsteht, die dann gepresst, geknetet und zu Strängen ausgezogen wird. Solche Knetkäse nennt man auch Filata-Käse.
Die freiwerdende Molke wird je nach Käsesorte abgeschöpft, durch Aufhängen des Bruchs in einem durchlässigen Seihtuch oder durch Schichten des Bruchs in Körbe oder perforierte Formen aus Holz oder Edelstahl zum Ablaufen gebracht oder auch unter Druck aus dem Bruch herausgepresst.